# Темематический субстрат
Темематический субстрат — гипотетический индоевропейский язык населения доисторической Центральной Европы, следы которого обнаруживаются в лексике праславянского и, отчасти, прабалтийского языка.
Автором термина является Георг Хольцер, предложивший список из этимологий 45 праславянских корней, которые демонстрируют аномальные фонетические соответствия по сравнению с регулярными балто-славянскими. Нередко субстратные слова образуют синонимические пары с исконными (просо — брашно, голень — колено, свиреп — зверь, затворить — дверь).
Название языка представляет собой акроним, отсылающий к заявленным фонетическим изменениям: tenues (глухие взрывные) стали mediae (звонкими взрывными), а mediae aspiratae (придыхательные звонкие взрывные) — tenues (глухими взрывными).

## Фонетика
- пра-и.е. *bʰ, *dʰ, *gʰ > темематические *p, *t, *k при балто-славянских *b, *d, *g
- пра-и.е. *p, *t, *k > темематические *b, *d, *g при балто-славянских *p, *t, *k
- пра-и.е. *r̥, *l̥ > темематические *ro, *lo при балто-славянских *ĭl, *ĭr
- долгие гласные укорачиваются перед сонорными согласными

В темематическом языке, в отличие от балто-славянских, не действовал закон Винтера.

## Лексика
А. С. Касьян (2025) предложил следующий список темематических заимствований в праславянском языке:
- *borzda ‘борозда’
- *bъrъ ‘вид проса’
- *bolna ‘плева’
- *gъrnъ ‘горшок’
- *děža ‘дежа’
- *drozdъ ‘дрозд’
- *golǫbь ‘голубь’
- *grabrъ ‘граб’
- *proso ‘просо’
- *papa ‘растение с маленькими бобами’
- *trǫtъ ‘трутень’
- *trǫtъ ‘отряд’
- *trъstь ‘тростник’
- *kъlpъ ‘лебедь’
- *konopja ‘конопля’
- *klějь ‘клей’
- *mostъ ‘мост’

## Этническая атрибуция
Сам Хольцер отождествлял носителей темематического языка с доскифским населением Юго-Восточной Европы — киммерийцами.
По мнению Ф. Кортландта, на темематическом языке говорила одна из волн индоевропейских переселенцев, двигавшихся на запад по северному берегу Дуная и осевших к западу от славянской прародины. В силу параллелей с италийскими языками (включающими венетский), ими могли быть исторические венеды, жившие между Вислой и Эльбой.

## Критика
Р. Матасович считает, что некоторым предложенным Хольцером этимологиям (свобода, тесто) есть более предпочтительные альтернативы. Он замечает, что некоторые славянские и балтийские формы несводимы к единому субстратному прототипу. По его мнению, в балто-славянских языках прослеживается доиндоевропейский субстрат, в целом общий с другими западными индоевропейскими языками.
Ф. Кортландт оценивает теорию Хольцера в целом положительно, однако считает, что специфическое развитие r̥ > ro не подтверждается конкретными примерами. Несводимость к единой праформе, отмеченную Матасовичем, он объясняет тем, что субстрат был заимствован уже после распада балто-славянского праязыка в результате того, что прабалты и праславяне оказались по разные стороны Припятских болот. Он считает, что доиндоевропейский субстрат, восходящий к горизонту шнуровиков, проник в праславянский и прабалтийский через посредство темематического.